# Tmarus studiosus
Tmarus studiosus là một loài nhện trong họ Thomisidae.
Loài này thuộc chi Tmarus. Tmarus studiosus được Octavius Pickard-Cambridge miêu tả năm 1892.